# Badger, Alaska
Badger är en ort (CDP) i Fairbanks North Star Borough, i delstaten Alaska, USA. Enligt United States Census Bureau har orten en folkmängd på 19 482 invånare (2010) och en landarea på 170 km².